# Giro de Basilicata
El Giro de Basilicata és una competició ciclista italiana per etapes que es disputa per la regió de la Basilicata. La primera edició data del 1982. Està reservada a ciclistes de categoria júnior (17 i 18 anys).

## Palmarès
| Any  | Vencedor               | Segon                 | Tercer             |
| ---- | ---------------------- | --------------------- | ------------------ |
| 1982 | Gianni Faresin         |                       |                    |
| 1983 | Angelo Giacomelli      |                       |                    |
| 1984 | Mauro Argentini        |                       |                    |
| 1985 | Gianluca Rigamonti     |                       |                    |
| 1986 | Gianluca Pianegonda    |                       |                    |
| 1987 | Angelo Citracca        |                       |                    |
| 1988 | Danny Nelissen         |                       |                    |
| 1989 | Franco Zilli           |                       |                    |
| 1990 | Oleg Bachmetev         |                       |                    |
| 1991 | Alexander Ivankin      |                       |                    |
| 1992 | Alexei Biakov          |                       |                    |
| 1993 | Alexei Biakov          |                       |                    |
| 1994 | Tadej Valjavec         |                       |                    |
| 1995 | Tadej Valjavec         |                       |                    |
| 1996 | Dimitri Dementiev      |                       |                    |
| 1997 | Allan Davis            |                       |                    |
| 1998 | Giampaolo Gallo        |                       |                    |
| 1999 | Alexandre Bazhenov     |                       |                    |
| 2000 | Marcel Sieberg         |                       |                    |
| 2001 | Oleksandr Kvachuk      |                       |                    |
| 2002 | Dmitry Kozontchuk      |                       |                    |
| 2003 | William Walker         |                       |                    |
| 2004 | Alexander Slivkin      |                       |                    |
| 2005 | Gatis Smukulis         | Andrey Solomennikov   | Andrea Salomone    |
| 2006 | Tommaso Salvetti       | Egor Silin            | Giuseppe Cicciari  |
| 2007 | Matteo Mammini         | Sergio Maneri         | Siarhei Plisko     |
| 2008 | Alberto Petitto        | Sergey Alekhin        | Emmanuel Roberti   |
| 2009 | Giovanni Gaia          |                       |                    |
| 2010 | Artur Shaymuratov      | Quentin Hoper         | Manuel Senni       |
| 2011 | Ildar Arslanov         | Aleksandr Mezhechev   | Tilegen Maidos     |
| 2012 | Matej Mohorič          | Ildar Arslanov        | Vitaliy Marukhin   |
| 2013 | Aurélien Paret-Peintre | Lorenzo Rota          | Robert Power       |
| 2016 | Dinmukhammed Ulysbayev | Alexander Konychev    | Charlie Quarterman |
| 2017 | Mark Donovan           | Jacques Sauvagnargues | Ben Healy          |